# 电子偶素

一個電子和正電子正繞着它們共同質心的軌道。這一個束縛量子態稱為電子偶素。

电子偶素或稱正電子素（英語：Positronium）是一个电子与一个正电子组成的亚稳定的束缚态(e+e-)，属于一种偶素，化学符号是Ps。最早由麻省理工学院物理学家在1951年发现。
由于电子和正电子最终会湮灭产生光子，电子偶素的半衰期是很短的。根据电子与正电子自旋状态的不同，电子偶素主要分为两种。单态（1S0，自旋相反，总自旋为0）即仲电子偶素（para-positronium，简记为p-Ps），三重态（3S1，自旋同向,总自旋为1）即正电子偶素（ortho-positronium，简记为o-Ps）。在真空中，单态的电子偶素半衰期为125ps，之后湮灭产生两个光子（511keV）；三重态电子偶素半衰期为142ns，湮灭产生三个光子，有时会产生多个光子。光子总能量为1022keV，即电子和正电子的总质量。
在介质中，三重态电子偶素的半衰期会相应变化，这就给人们提供了研究物质性质的一种手段。利用正电子或电子偶素研究物质内部性质已经成为一个应用非常广泛的学科。它主要利用电子偶素在介质中的湮灭时间谱图（英語：Positron Annihilation Lifetime Spectroscopy，简称PALS）的拟合为测量手段，而且是一种非破坏性的方法。

## 奇异化合物
电子偶素的分子键合已经被预测。氫化電子偶素（PsH）分子已经可以被制备。电子偶素的氯化物也已经成功制备，方法是通过正电子和氯气氩气混合物得到的。其他的卤化物以及氰化物也都有成功合成出来过。此外，电子偶素和碱金属构成的物质中，可以得到MPs+的离子和MPs的化合物。
2007年9月12日，加利福尼亞大學河濱分校的David Cassidy和Allen Mills报道了第一次观察到雙電子偶素分子 - 由两个电子偶素原子组成的分子。

## 参阅
- 雙電子偶素
- 量子電動力學
- 奇異原子
- 正电子